# كونستانس إليس
كونستانس إليس (بالإنجليزية: Constance Ellis)‏ هي طبيبة أسترالية، ولدت في 2 نوفمبر 1872 في Carlton, Victoria ‏ في أستراليا، وتوفيت في 10 سبتمبر 1942 في South Yarra ‏ في أستراليا.

## السيرة الشخصية
ولدت كونستانس إليس في الثاني من نوفمبر عام 1872 في كارلتون فيكتوريا لأبوين هما ليديا كونستانس ولويس إليس وهو شرطي فيكتوري. ارتادت المدرسة في كلية بريستبيريان للبنات في ميلبورن وتخرجت عام 1890. درست إليس الطب في جامعة ميلبورن من عام 1894 إلى عام 1899، وأنهت دراستها في المرتبة الثانية على صفها والثالثة على كلية الطب. أنهت سنة إقامة بعد التخرج في مستشفى ميلبورن الملكي وسنتي إقامة في مستشفى الأطفال الملكي. عادت عام 1903 إلى جامعة ميلبورن لإجراء الامتحانات لنيل شهادة الطب البشري، كانت إليس أول امرأة تحصل على لقب طبيب بشري من جامعة ميلبورن.
بدأت إليس العمل في مستشفى الملكة فيكتوريا في قسم علم الأمراض عام 1902، وعملت عالمة أمراض فخرية في الفترة بين عامي 1908 و 1919. في عشرينيات القرن الماضي، كانت إليس كبيرة المسؤولين الطبيين في المستشفى. أمضت إليس أربع سنوات كمتدربة في علم الأمراض في جامعة ميلبورن تحت إشراف هاري بروكس ألين. كانت عضوًا مؤسسًا ورئيسة الجمعية النسائية الطبية الفيكتورية. وكاعتراف بفضلها في المجلس الفيكتوري التابع للرابطة البريطانية الطبية كانت إليس أول طبيبة أسترالية تعمل كمستشار للرابطة الطبية البريطانية، وكانت أليس أيضًا عضوًا مؤسسًا في رابطة مراكز صحة الأطفال الفيكتورية، ونائب رئيس الجمعية من عام 1920 حتى عام 1942؛ عام وفاتها.
عانت إليس من مرض بادجيت وماتت عام 1942 في ساوث يارا في فيكتوريا.